# Стрибог
Стрибо́г, Стрибо, Стриба (дав.-рус— Стрибогъ) — бог вітру (вихору, бурі) у давніх слов'ян. Гіпотетично — бог війни чи поширювач багатства. Князь Володимир поставив його ідола в Києві у 980 році в рамках своєї релігійної реформи.

## Етимологія
Польський філолог Александер Брюкнер порівнював слово «Стрибог» з українським «стрибати», трактуючи його ім'я як «бог, що стрибає» з поясненням, що йдеться не про аналогію до шаманських танцювальних ритуалів, а про ймовірний стосунок цього божества до весни та зростання.
Російський лінгвіст Олег Трубачов убачав у першій частині теоніма «Стрибог» праслав'янське *sterti — «поширювати, простягати» і вважав, що під Стрибогом розумілася якась одухотворена сила природи — напевне вітер. Тамаз Гамкрелідзе і В'ячеслав Іванов припускали, що етимологічно ім'я «Стрибог» перегукується з індоєвропейським словом *dievas-pater — «Небо-Батько», образ якого відносили до індоєвропейського пантеону. Згодом частини слова, за їхньою версією, помінялися місцями, а під час тісних контактів слов'ян з іраномовними племенами, а саме скіфами, частина dievas замінилася на іранське baga (звідси праслав'янське bog). Індоєвропейське pater своєю чергою отримало у слов'ян значення «дядько, брат батька». Марк Вей стверджував, що «Стрибог» походить від гіпотетичної постаті, чиє ім'я вимовлялося *ptri-bhagos. Потім *ptri перейшло у *str. — звідси іменування батькового брата («стрий»), утворене з праслов'янського *pstryj, якому передувала форма *patruyos, відома також у латинській мові як patruus із тим самим значенням.
За версією американського філолога Романа Якобсона, корінь *stri- може походити з індоєвропейського *ster~, наявного також у латинському дієслові sterno, -ere («простиратися», «простеляти», «роздаватися вшир», «розширюватися», «засівати»).

## Функції
Здебільшого дослідники стародавніх вірувань приписують Стрибогу повелівання вітрами. Припущення про інші функції Стрибога ґрунтуються на гіпотетичних етимологіях його імені. З-поміж них: бог війни — носій зла, поширювач багатства, колишнє верховне божество.

## Писемні згадки
Про Стрибога знаємо передусім із Володимирового «канону» — літописного запису, складеного наприкінці XI ст., де цей персонаж опинився між Дажбогом і Симарглом у переліку богів. Звідти він потрапив до гомілетичної літератури, у якій повторюється список богів (іноді неповний), наведений у «Повісті минулих літ».
«Слово о полку Ігоревім» називає вітри «Стрибожими внуками» (рядок 48), що «віють з моря стрілами». В інших місцях русичі називаються «Стрибожими внуками».

## Культ Стрибога
На теренах України, Росії і Польщі відомі слов'янські топоніми, утворені від теоніма «Стрибог». Про можливість поширення культу Стрибога за межі Русі свідчать топоніми Стшибога (Strzyboga) у Скєрневіце (Польща), в XIII ст. під Тчевом (Польща) протікала річка Стрібок (Striboc), Стрибоже озеро та Стрибож.

## Трактування образу
Польський історик Александр Ґейштор вказував, що у європейських народів боги та уособлення вітру бувають одноокі: скандинавський Одін, сербсткий хоравац, болгарський тъмичарин, з якими можна порівнювати Стрибога. Імовірно, що Стрибог належить до найдавніших богів Русі, хоча його функції були допоміжними щодо інших богів. Його культ, маючи місцеве походження, виходив за межі Русі.
Дмитро Вортман, науковий редактор «Енциклопедії історії України», зауважував, що уявлення про Стрибога як бога вітрів склалося лише в XIX—XX століттях на підставі фрази у «Слові о полку Ігоревім».
Російські філологи  В'ячеслав Іванов і Володимир Топоров зазначали, що Стрибог у писемних згадках часто згадується поряд із Дажбогом, з чого можна припускати про їхні близькі або протиставлені функції, а саме давання, розповсюдження блага.